# Catedral del Sagrado Corazón de Jesús (Rēzekne)
La Catedral del Sagrado Corazón de Jesús  o bien la Catedral de Rēzekne (en letón: Rēzeknes Vissvētākās Jēzus Sirds Romas katoļu katedrāle) es el nombre que recibe un edificio religioso de la Iglesia católica y que funciona como la catedral de la diócesis de Rēzekne-Aglona, se encuentra en la ciudad de Rēzekne, en el país europeo de Letonia. Originalmente en el sitio de la actual que ocupa la iglesia existió un templo de madera construido en 1685. La iglesia se incendió en 1887 durante una tormenta y al año siguiente se comenzaron las obras para la nueva y actual iglesia realizada en estilo neo-románico, fue completada en 1902 bajo la guía de Florian Viganovskis, siendo dedicada en 1904, y finalmente consagrada en 1914.
La iglesia fue elevada a catedral el 2 de diciembre de 1995 con la bula Ad aptius consulendum del Papa Juan Pablo II, al mismo tiempo que se creó la diócesis de Rēzekne-Aglona.